# Astaat
Astaat is een scheikundig element met symbool At en atoomnummer 85. Het is zo zeldzaam dat het niet bekend is hoe het eruitziet; daarnaast zouden hoeveelheden die groot genoeg zijn om met het blote oog waar te nemen meteen verdampen door de intense radioactiviteit. Theoretisch zou het een metalliek zilverkleurig metalloïde kunnen zijn. Soms wordt de naam "astatium" gebruikt als vertaling van het Engelse astatine, zoals "jodium" in plaats van jood als vertaling van het Engelse iodine.

## Ontdekking
Astaat komt van nature nauwelijks op aarde voor, volgens enkele schattingen bedraagt de totale hoeveelheid in de aardkorst op enig moment nog geen 30 gram. Anderen schatten de totale hoeveelheid zelfs op veel minder dan een gram. Astaat ontstaat heel even als vervalproduct in uranium- en thoriumertsen in sommige vervalketens; deze isotopen vervallen echter zelf binnen enkele seconden weer tot andere elementen. Het is in 1940 voor het eerst gesynthetiseerd door Dale Corson, Kenneth Ross MacKenzie en Emilio Segrè aan de Universiteit van Californië - Berkeley tijdens het beschieten van bismutkernen met alfadeeltjes.
De naam is afgeleid van het Griekse άστατος (astatos), dat instabiel betekent. De halveringstijd van het stabielste astaatisotoop, astaat-210, bedraagt 8,1 uur. Van astaat zijn geen reguliere industriële toepassingen bekend. Wel is de isotoop astaat-211 in principe bruikbaar voor radiotherapeutische behandeling van kanker.

## Opmerkelijke eigenschappen
Met massaspectrometrie is aangetoond dat astaat chemisch veel overeenkomsten vertoont met halogenen, vooral met jodium, hetgeen ook volgt uit de positie van het element in het periodiek systeem, onder het element jood. Fysisch vertoont astaat echter meer overeenkomsten met metalloïden, zoals veel zware elementen. Berekend is dat een pentavalente koolstofverbinding zou kunnen bestaan als trigonale bipiramide in de vorm {\displaystyle {\ce {[At-C(CN)3-At]^{-}}}}.

## Verschijning
Astaat ontstaat uit het trage verval van zwaardere in de natuur voorkomende kernen zoals thorium en uranium, maar heeft zelf een korte halveringstijd. In de natuur komen zeer kleine hoeveelheden astaat-215, astaat-218 en astaat-219 voor die zich in evenwicht bevinden met uranium-233 en neptunium-239, als gevolg van de interactie van thorium en uranium met vrije neutronen.
Voor wetenschappelijke doeleinden wordt astaat geproduceerd door bismut te bombarderen met alfadeeltjes. Hieruit ontstaan isotopen met halveringstijden variërend van enkele nanoseconden tot maximaal 8,1 uur voor astaat-210.
{\displaystyle {\ce {^209_83Bi + ^4_2He -> ^211_85At + 2^1_0n}}}
{\displaystyle {\ce {^209_83Bi + ^4_2He -> ^210_85At + 3^1_0n}}}
{\displaystyle {\ce {^209_83Bi + ^4_2He -> ^209_85At + 4^1_0n}}}

## Isotopen
Isotopen komen voor tussen astaat-191 en astaat-223, behalve astaat-192.
| Stabielste isotopen | Stabielste isotopen | Stabielste isotopen | Stabielste isotopen | Stabielste isotopen | Stabielste isotopen |
| Iso                 | RA (%)              | Halveringstijd      | VV                  | VE (MeV)            | VP                  |
| ------------------- | ------------------- | ------------------- | ------------------- | ------------------- | ------------------- |
| 207At               | syn                 | 1,80 h              | α                   | 3,910               | 203Bi               |
| 208At               | syn                 | 1,63 h              | α                   | 4,973               | 204Bi               |
| 209At               | syn                 | 5,41 h              | α                   | 3,486               | 205Bi               |
| 210At               | syn                 | 8,1 h               | α                   | 3,981               | 206Bi               |
| 211At               | syn                 | 7,214 h             | α                   | 5,982               | 207Bi               |

## Toxicologie en veiligheid
Op het gebied van toxicologie is vrijwel niets bekend over astaat.

## Chemische aspecten
Ten gevolge van de radioactieve instabiliteit van astaat is de chemie ervan grotendeels onbekend. Verbindingen met waterstof, broom en jood zijn beschreven.